# Arvid Bæckström
Arvid Fredrik Elimar Bæckström, född 29 april 1881 i Stockholm, död 25 april 1964 på Lidingö, var en svensk museiman.
Efter mogenhetsexamen 1898 studerade Bæckström vid Tekniska högskolans avdelning för väg- och vattenbyggnadskonst 1899–1904. Åren 1904–1906 var han anställd vid byggnadskontoret i Göteborg och 1906–1909 amanuens vid Göteborgs museums konstavdelning. Han blev filosofie kandidat 1909, filosofie licentiat 1913 och filosofie doktor 1923. 
Bæckström blev 1914 extra ordinarie och 1916 ordinarie amanuens vid Nordiska museet, 1929 arkivarie och 1932 andre intendent där. Han var även sekreterare i Konsthantverkarnas gille 1914-1916 och var från 1922 bibliotekarie vid Konstakademien. 
Bæckström var flitigt verksam som författare inom byggnadshistoria, konsthistoria och konsthantverk. Bland hans arbeten märks doktorsavhandlingen Studier i Göteborgs byggnadshistoria före 1814 (1923), Rörstrand och dess tillverkningar 1726–1926 och Svenska tändsticks AB:s huvudkontor (1931, tillsammans med Ivar Tengbom). Bæckström blev riddare av Vasaorden 1925 och av Nordstjärneorden 1946.
Arvid Bæckström var son till byråchefen Elimar Bæckström. Han var 1910−1934 gift med skolföreståndarinnan Dagmar O. Josefson (1876−1945), som var dotterdotter till Gustav Leonard Dahl och som först varit gift med Sigfrid Ericson, och från 1937 med Ella Byström. Makarna Bæckström är begravda på Lidingö kyrkogård.